# Sillago arabica
Sillago arabica is een straalvinnige vissensoort uit de familie van witte baarzen (Sillaginidae). De wetenschappelijke naam van de soort is voor het eerst geldig gepubliceerd in 1989 door McKay & McCarthy.